# 似鳚鏢鱸
似鳚鏢鱸為輻鰭魚綱鱸形目鱸亞目河鱸科的其中一種，分布於加拿大及美國五大湖、密西西比河、波多馬克河等流域，體長可達17公分，棲息在礫石底質的溪流、湖泊，屬肉食性，以水生昆蟲為食。